# Divizia A 1947-1948
Sezonul 1947-1948 al Diviziei A a fost cea de-a 31-a ediție a Campionatului de Fotbal al României, și a 11-a de la introducerea sistemului divizionar. A început pe 24 august 1947 și s-a terminat pe 9 mai 1948. ITA Arad a devenit campioana României pentru a doua oară în istoria sa.
Numărul echipelor din prima ligă a fost mărit la 16, cel mai mare număr de la apariția sistemului divizionar. Însă din ediția următoare se revenea la 14, astfel că lupta pentru retrogradare se anunța extrem de dură, deoarece ultimele două clasate retrogradau direct, iar cele aflate între locurile 11-14 urmau să participe la un baraj cu cele patru câștigătoare ale seriilor din Divizia B.

## Rezumat
Venirea regimului comunist la conducerea țării a adus schimbări și în fotbal. Clubul Carmen București a fost desființat și locul său în prima divizie a fost luat de AS Armata București, echipă recent înființată. În decursul acestui sezon avea să apară și celălalt club departamental al fotbalului românesc, Dinamo București. La jumătatea sezonului, Ciocanul București a devenit Dinamo A, iar Unirea Tricolor a luat denumirea de Dinamo B.
Schimbări de denumiri:
- Karres Mediaș a devenit în turul de campionat Zorile Roșii Mediaș, apoi în pauza de iarnă și-a schimbat numele în CSM Mediaș,
- Juventus București a devenit din retur Distribuția București,
- Ferar Cluj a fost absorbită de CFR Cluj în pauza de iarnă, purtând acest nume în retur,
- Dermagant a fuzionat prin absorbție la RATA Târgu Mureș, echipa numindu-se în ultimele etape Uniunea RATA,
- Din retur, Unirea Tricolor a devenit Unirea Tricolor MAI, după preluarea de către Ministerul de Interne,
- În primăvara anului 1948, Ciocanul devine Dinamo A, iar Unirea Tricolor MAI devine Dinamo B.

## Clasament
| Loc | Echipă                | Pct. | MJ | V  | E  | Î  | GM  | GP | GA    | Calificare sau retrogradare         |
| --- | --------------------- | ---- | -- | -- | -- | -- | --- | -- | ----- | ----------------------------------- |
| 1.  | UTA Arad (C)          | 50   | 30 | 22 | 6  | 2  | 129 | 31 | 4,161 | Campioana României                  |
| 2.  | CFR Timișoara         | 45   | 30 | 21 | 3  | 6  | 84  | 43 | 1,953 |                                     |
| 3.  | CFR București         | 42   | 30 | 20 | 2  | 8  | 87  | 42 | 2,071 |                                     |
| 4.  | Știința Cluj          | 34   | 30 | 14 | 6  | 10 | 58  | 50 | 1,160 |                                     |
| 5.  | Distribuția București | 33   | 30 | 13 | 7  | 10 | 69  | 50 | 1,380 |                                     |
| 6.  | CA Oradea             | 30   | 30 | 10 | 10 | 10 | 52  | 49 | 1,061 |                                     |
| 7.  | CFR Cluj              | 28   | 30 | 9  | 10 | 11 | 48  | 52 | 0,923 |                                     |
| 8.  | Ciocanul (X)          | 28   | 30 | 12 | 4  | 14 | 43  | 47 | 0,915 | Exclusă                             |
| 9.  | CS Târgu Mureș        | 28   | 30 | 12 | 4  | 14 | 55  | 64 | 0,859 |                                     |
| 10. | Jiul Petroșani        | 27   | 30 | 10 | 7  | 13 | 46  | 65 | 0,708 |                                     |
| 11. | Dermata Cluj (R)      | 25   | 30 | 7  | 11 | 12 | 41  | 50 | 0,820 | Play-off de menținere               |
| 12. | CSM Mediaș (O)        | 25   | 30 | 10 | 5  | 15 | 48  | 77 | 0,623 | Play-off de menținere               |
| 13. | FC Ploiești (R)       | 24   | 30 | 10 | 4  | 16 | 48  | 86 | 0,558 | Play-off de menținere               |
| 14. | ASA București (O)     | 22   | 30 | 8  | 6  | 16 | 44  | 66 | 0,667 | Play-off de menținere               |
| 15. | Unirea Tricolor (R)   | 21   | 30 | 8  | 5  | 17 | 51  | 86 | 0,593 | Retrogradare în Divizia B 1948-1949 |
| 16. | Oțelul Reșița (R)     | 18   | 30 | 7  | 4  | 19 | 45  | 90 | 0,500 | Retrogradare în Divizia B 1948-1949 |

| Câștigătorii Diviziei A, ediția 1947/1948 |
| ----------------------------------------- |
| ITA Arad Al 2-lea Titlu                   |

## Rezultate
| Oaspeți ► Gazde ▼                          | ASA | CFR | CLU | CFT | MED | CIO | DER | DIS | PLO  | ITA  | JIU  | LIB | RAT | REȘ | UCJ | UTB |
| ------------------------------------------ | --- | --- | --- | --- | --- | --- | --- | --- | ---- | ---- | ---- | --- | --- | --- | --- | --- |
| ASA București                              | —   | 0–1 | 0–1 | 2–4 | 3–0 | 0–0 | 0–0 | 1–2 | 1–2  | 1–6  | 1–3  | 2–1 | 2–0 | 3–0 | 1–2 | 2–2 |
| CFR București                              | 2–0 | —   | 0–2 | 4–0 | 6–1 | 2–3 | 0–3 | 2–0 | 9–1  | 2–5  | 3–1  | 3–2 | 3–0 | 7–2 | 4–0 | 5–0 |
| CFR Cluj                                   | 2–1 | 1–5 | —   | 5–0 | 1–1 | 3–1 | 3–2 | 2–2 | 1–1  | 2–2  | 1–1  | 4–3 | 1–1 | 7–0 | 1–3 | 2–2 |
| CFR Timișoara                              | 7–1 | 1–1 | 3–0 | —   | 2–3 | 2–1 | 1–0 | 5–2 | 4–0  | 0–1  | 3–0  | 2–0 | 3–2 | 6–1 | 6–1 | 6–3 |
| CSM Mediaș                                 | 4–3 | 1–3 | 2–1 | 2–3 | —   | 0–0 | 3–1 | 3–1 | 1–2  | 2–5  | 4–1  | 1–1 | 4–2 | 3–2 | 1–1 | 1–2 |
| Ciocanul                                   | 0–0 | 0–1 | 2–1 | 1–2 | 0–1 | —   | 2–0 | 2–5 | 2–0  | 1–3  | 1–4  | 5–0 | 4–2 | 0–0 | 3–1 | 4–1 |
| Dermata Cluj                               | 1–2 | 2–3 | 2–2 | 0–2 | 0–0 | 3–1 | —   | 2–2 | 2–2  | 1–1  | 0–0  | 2–0 | 2–1 | 1–1 | 1–1 | 1–0 |
| Distribuția                                | 1–3 | 3–2 | 6–0 | 1–1 | 8–2 | 1–0 | 1–0 | —   | 5–1  | 2–2  | 3–1  | 1–4 | 0–0 | 5–0 | 2–0 | 1–2 |
| FC Ploiești                                | 3–2 | 3–0 | 2–0 | 1–4 | 4–0 | 2–3 | 1–4 | 1–5 | —    | 2–4  | 3–2  | 1–1 | 5–0 | 1–0 | 1–1 | 2–1 |
| ITA Arad                                   | 7–0 | 0–2 | 1–0 | 2–2 | 8–2 | 4–0 | 6–2 | 3–0 | 11–0 | —    | 12–0 | 8–0 | 8–2 | 6–0 | 3–0 | 4–2 |
| Jiul Petroșani                             | 3–3 | 1–6 | 0–0 | 0–3 | 1–0 | 1–2 | 2–0 | 4–2 | 4–2  | 1–1  | —    | 1–1 | 3–0 | 4–2 | 0–0 | 3–0 |
| Libertatea Oradea                          | 2–2 | 1–3 | 2–0 | 3–2 | 3–0 | 3–0 | 0–0 | 0–0 | 7–1  | 1–1  | 3–0  | —   | 1–0 | 5–1 | 2–0 | 2–2 |
| RATA                                       | 3–1 | 1–0 | 4–1 | 3–1 | 5–1 | 2–1 | 2–2 | 3–1 | 2–1  | 1–3  | 2–1  | 1–1 | —   | 0–2 | 2–1 | 5–2 |
| Oțelul Reșița                              | 1–2 | 2–5 | 0–0 | 2–5 | 2–3 | 1–2 | 1–4 | 0–6 | 3–1  | 0–1  | 3–1  | 3–2 | 5–3 | —   | 3–4 | 4–0 |
| CSU Cluj                                   | 2–0 | 3–0 | 2–4 | 1–2 | 5–2 | 2–1 | 3–0 | 4–1 | 5–2  | 2–0  | 0–1  | 1–1 | 3–1 | 1–1 | —   | 4–0 |
| Unirea Tricolor                            | 4–5 | 3–3 | 1–0 | 0–2 | 1–0 | 0–1 | 7–3 | 0–0 | 2–0  | 1–11 | 4–2  | 2–0 | 1–5 | 2–3 | 4–5 | —   |
| Câștigă gazdele; Remiză; Câștigă oaspeții. |     |     |     |     |     |     |     |     |      |      |      |     |     |     |     |     |

## Play-off de promovare/menținere
Echipele clasate pe locurile 11-14 în Divizia A au jucat într-un turneu play-off alături de primele patru clasate în Divizia B. Fiecare a jucat o singură dată cu celelalte șapte adversare, pe un teren neutru, astfel încât ordinea din tabelul cu rezultate nu contează. La final, primele patru s-au menținut sau au promovat în prima divizie.
| Loc                                                                                   | Echipă                       | Pct. | MJ | V | E | Î | GM | GP | GA    |  | TIM | MET | MED | ASA | PLO | CON | DER | PHO  |
| ------------------------------------------------------------------------------------- | ---------------------------- | ---- | -- | - | - | - | -- | -- | ----- |  | --- | --- | --- | --- | --- | --- | --- | ---- |
| 1.                                                                                    | Politehnica Timișoara (C, P) | 10   | 7  | 4 | 2 | 1 | 16 | 9  | 1,778 |  | —   | 0–4 | 2–1 | 4–2 | 1–1 | 1–1 | 1–0 | 7–0  |
| 2.                                                                                    | Metalochimic București (P)   | 9    | 7  | 4 | 1 | 2 | 17 | 11 | 1,545 |  |     | —   | 3–2 | 2–0 | 0–1 | 2–2 | 1–2 | 5–4  |
| 3.                                                                                    | CSM Mediaș (P)               | 9    | 7  | 4 | 1 | 2 | 21 | 13 | 1,615 |  |     |     | —   | 2–1 | 4–2 | 2–1 | 0–0 | 10–4 |
| 4.                                                                                    | ASA București (P)            | 7    | 7  | 3 | 1 | 3 | 14 | 10 | 1,400 |  |     |     |     | —   | 2–0 | 3–0 | 1–1 | 5–1  |
| 5.                                                                                    | FC Ploiești (R)              | 7    | 7  | 3 | 1 | 3 | 15 | 11 | 1,364 |  |     |     |     |     | —   | 6–1 | 4–1 | 1–2  |
| 6.                                                                                    | Farul (R)                    | 5    | 7  | 1 | 3 | 3 | 10 | 17 | 0,588 |  |     |     |     |     |     | —   | 1–1 | 4–2  |
| 7.                                                                                    | Dermata Cluj (R)             | 5    | 7  | 1 | 3 | 3 | 6  | 10 | 0,600 |  |     |     |     |     |     |     | —   | 1–2  |
| 8.                                                                                    | Phoenix Baia Mare (R)        | 4    | 7  | 2 | 0 | 5 | 15 | 33 | 0,455 |  |     |     |     |     |     |     |     | —    |
| Legendă: Locurile 1–4: Promovare în Divizia A Locurile 5–8: Retrogradare în Divizia B |                              |      |    |   |   |   |    |    |       |  |     |     |     |     |     |     |     |      |